# Flecha Valona 2002
La Flecha Valona 2002 se disputó el miércoles 17 de abril de 2002, y supuso la edición número 66 de la carrera. El ganador fue el belga Mario Aerts. El venezolano Unai Etxebarria y el italiano Michele Bartoli completaron el podio, siendo respectivamente segundo y tercero.

## Clasificación final
| Pos. | Ciclista             | Equipo        | Tiempo   |
| ---- | -------------------- | ------------- | -------- |
| 1    | Mario Aerts          | Lotto-Adecco  | 4h42'04" |
| 2    | Unai Etxebarria      | Euskaltel     | a 3"     |
| 3    | Michele Bartoli      | Fassa Bortolo | a 6"     |
| 4    | Andrea Noè           | Mapei         | s.t.     |
| 5    | José Azevedo         | ONCE-Eroski   | s.t.     |
| 6    | Axel Merckx          | Domo          | s.t.     |
| 7    | Dario Frigo          | Tacconi Sport | s.t.     |
| 8    | David Etxebarria     | Euskaltel     | s.t.     |
| 9    | Michael Boogerd      | Rabobank      | s.t.     |
| 10   | Francesco Casagrande | Fassa Bortolo | s.t.     |